# Transport (Roman)
Transport ist ein Science-Fiction-Roman des deutschen Schriftstellers Phillip P. Peterson aus dem Jahr 2014 und zudem seine Erstveröffentlichung, deren großer Erfolg den Grundstein für seine spätere Karriere als hauptberuflicher Schriftsteller legte. Der Roman wurde bei Books on Demand als Selbstpublikation veröffentlicht und erschien im Jahr 2016 ebenfalls in englischer Übersetzung. Bislang sind zudem sechs Fortsetzungen erschienen.

## Handlung
Im Todestrakt bekommt Russell Harris von General Morrow das Angebot, sein Leben durch die Teilnahme an einem Geheimprojekt zu retten, dessen genaue Details ihm jedoch erst nach Zusage und einem vorbereitenden Training mitgeteilt würden. Als einzigen Hinweis erwähnt General Morrow den Transport an einen Ort, der womöglich schlimmer als die Hölle ist. In einer abgesperrten Militäreinrichtung in Nevada nahe der Area-51 trifft Russell Harris auf neun andere Todestraktinsassen, darunter Elise Slayton. Trotz des harten Trainings kommen sich die beiden näher und vertrauen einander später sogar die genauen Hintergründe ihrer Verurteilung zum Tode zu. Beide behaupten dabei, unschuldig zu sein und durch einen Justizirrtum eines nicht von ihnen begangenen Mordes beschuldigt worden zu sein. Vier Wochen später versammelt General Morrow die zehn Todestraktinsassen, um ihnen von dem angekündigten Geheimprojekt zu erzählen.
Vor der kalifornischen Küste wurde im Meer eine komplett schwarze Sphäre außerirdischen Ursprungs gefunden. Das ist etwa dadurch erkennbar, dass ihr Gravitationsfeld wesentlich stärker ist, als es nur gemäß ihrer Masse von 20.000 Tonnen sein sollte sowie ihr Innendurchmesser von 12,50 Metern größer ist als ihr Außendurchmesser von 11,60 Metern. Die Sphäre verursacht also eine Verzerrung der Raumzeit, zudem kommt es durch elektromagnetische Strahlung zu Kopfschmerzen. Durch Handauflegen auf die komplett schwarze Oberfläche lässt sich direkt daneben ein Durchgang öffnen und die Sphäre betreten, in deren Zentrum eine kleinere Sphäre schwebt und sich eine Kontrollanlage für diese befindet. Durch frühere Experimente wurde bereits herausgefunden, dass es weitere Sphären im Universum gibt und ein Transport von Menschen in den jeweils kleineren Sphären in ihnen zwischen diesen möglich ist. Zwei Personen sind dabei durch das komplette Unverständnis der Kontrolleinrichtung schon zu Tode gekommen, eine erstickte in der sich in der Sphäre bildenden Vakuum und eine wurde (mit Raumanzug) auf einen Neutronenstern transportiert und durch zwölftausendfacher Erdbeschleunigung zerquetscht. Es wurde aber auch ein bewohnbarer Planetoid erreicht, auf welchem nun eine Kolonie gebaut wird. Transporte und daher Versuche zur Entschlüsselung ihrer Funktionsweise sind dabei nur mit Menschen notwendig, da die Sphäre dies zu erkennen scheint und andernfalls nicht funktioniert. Die zehn Todestraktinsassen sollen nun nacheinander jeweils zehn Transporte durchführen und ziehen Nummern für ihre Reihenfolge.
Die ersten zehn Transporte fordern bereits fünf Todesopfer, einer wird auf eine ähnliche Welt wie die Venus transportiert und von Schwefelsäure verätzt und ein anderer ist von der Schönheit einer Supernova am Himmel zu begeistert und stirbt später an einer zu hohen Strahlendosis. Russell überlebt nur knapp, sein Transport führte in einen engen Orbit um ein Schwarzes Loch. Allen wird klar, dass sie gemeinsam hinter die Funktionsweise der Sphäre kommen müssen oder sonst den sicheren Tod finden werden. Ein Todestraktinsasse versuchte vor seinem Transport sogar verzweifelt von der Anlage zu fliehen, jedoch erfolglos. Russell realisiert schließlich die Bedeutung der Kopfschmerzen durch ihre verschieden starke Intensität als Kommunikationsversuch der Sphäre und bricht im letzten Moment den zweiten Transport von Ellie ab. Seine Theorie bewahrheitet sich und kurz darauf wird eine Welt mit atembarer Atmosphäre erreicht, auf denen jedoch gefährliche hundeartige Kreaturen ganz ohne Kopf leben. Tatsächlich gelingt ihm später nach Ausblendung aller eigenen Gedanken sogar eine verständliche Kommunikation mit der Sphäre, die ihm ihre Entstehung zeigt. Selbstreplizierende Nanoroboter drangen ins Sonnensystem ein und bauten im Asteroidengürtel insgesamt zwölf Sphären für verschiedene Himmelskörper des Sonnensystems, bevor sie sich duplizierten und in die umliegenden Systeme weiterflogen. Die Sphäre enthüllt darüber hinaus, dass etwa jedes zehnte System in der Milchstraße von außerirdischem Leben bewohnt sei, jedoch die Menschheit die einzige intelligente Zivilisation unter diesen sei. Russell fragt nach den Schöpfern der Sphäre, wonach diese ihn zu einem abgelegenen Eisplaneten mit einem Außenposten weist. Dort befindet sich ein Speicher des letzten Außerirdischen, den Russell ebenfalls mithilfe seiner Gedanken auslesen kann. Vor 270 Millionen Jahren konnte der letzte Außerirdische noch vor der Zerstörung seines Heimatplaneten durch ein Schwarzes Loch ganz ohne Masse auf die erste mithilfe der Sphärentechnologie erreichte Welt fliehen und starb dort vollkommen alleine. Russell erkennt dadurch die enorme Gefahr für die Menschheit und schlägt General Morrow nieder, um ihm den Schlüssel für die Atombombe abzunehmen.
Fünf Jahre später begeben sich Russell und Ellie, die inzwischen gemeinsam mit den Menschen von der Kolonie auf dem Planetoiden eine neue Kolonie auf dem Planeten der hundeartigen Kreaturen errichtet haben sowie gemeinsam ihr drittes Kind erwarten, durch die Sphäre zum Mars. Inzwischen haben sie sämtliche Sphären im Sonnensystem bis auf die auf der Venus zerstört und bereiten nun die Zerstörung der Sphäre auf dem Mars vor, zu ihrem eigenen Wohle und dem der ganzen Menschheit.

## Hintergrund
Der Roman erreichte den ersten Platz der Science-Fiction-Romane bei Amazon.
Phillip P. Peterson gab 2020 in einem Interview an, nach dem Einfall der zentralen Idee den Roman in seiner Freizeit geschrieben zu haben. Die hohe Verkaufszahlen für „Transport“ kamen für ihn vollkommen überraschend und motivierten ihn zur Umsetzung einer weiteren Romanidee in „Paradox“. Nachdem dieser ebenfalls sehr erfolgreich wurde, entschied er sich für eine hauptberufliche Karriere als Schriftsteller. Zu der größten Herausforderung zählte für ihn dabei das „Handwerkzeug des Schreibens“ zu lernen, wofür er „Unmengen an Büchern zu diesem Thema“ las und ebenfalls Autorenschulen besuchte.

## Kritik
Elizabeth Konkel von Foreword Reviews findet, dass Phillip P. Peterson eine mutige Geschichte entwirft, in der die Wissenschaft sowohl eine zweite Chance als auch eine zerstörerische Kraft ist („crafts a bold narrative that shows that science can simultaneously provide a second chance and be a destructive force“). Der anfangs langsame Aufbau mit Fokus auf den Charakteren zahle sich dabei mit der Einführung der ersten wissenschaftlichen Konzepte aus („slow character-led buildup pays off when science elements are introduced“). Jede Welt im Roman sei entweder wunderschön oder furchterregend („each world depicted in the novel is either beautiful or horrific“). Insgesamt gefalle der Roman sicher den Fans der komplexen Science-Fiction. Es werden zwar die guten Seiten der Wissenschaft aufgezeigt, doch ebenfalls wie einfach diese korrumpiert werden kann. („Transport will appeal to those who love complex science fiction. It shows the good of science, but it also shows how easily it can be corrupted.“)